# 大迫勇也
大迫 勇也（おおさこ ゆうや、1990年5月18日 - ）は、鹿児島県加世田市（現：南さつま市）出身のプロサッカー選手。Jリーグ・ヴィッセル神戸所属。ポジションはフォワード（FW）。元日本代表。
2014年、2018年W杯メンバー。全国高等学校サッカー選手権大会における大会最多得点記録（第87回・10得点）保持者。2023年のJ1最優秀選手賞受賞者、得点王（22得点）。

## 来歴

### プロ入り前
3歳から加世田市の万世サッカースポーツ少年団でサッカーを始め、主にトップ下でプレーしていた。中学進学前にプロを目指すことを決意。鹿児島城西高等学校の提携校である鹿児島育英館中学校へ進学した。
鹿児島城西高校では1年からレギュラーで活躍し、高校入学と同時にU-16日本代表にも選出された。
2007年の2年次にはJFAプリンスリーグU-18九州1部で個人得点ランキング5位の成績を残した。
2008年、第61回鹿児島県高校総体サッカー競技大会の決勝で鹿児島実業高等学校を相手に5ゴールの活躍で優勝。更にJFAプリンスリーグU-18九州1部では8試合で10ゴールを記録し、得点ランキング1位に輝く活躍でチームを優勝へ導く。同年8月の埼玉総体では大会優秀選手の一人に選ばれた。同年9月の高円宮杯全日本ユース選手権準々決勝ガンバ大阪ユース戦ではハットトリックを達成した。同年秋の高校サッカー選手権鹿児島県大会では全5試合で11得点を挙げる活躍で、部史上初の鹿児島県大会3冠（新人戦・高校総体・選手権）の達成に貢献。
第87回全国高等学校サッカー選手権大会では初戦から大会史上初の4試合連続2得点を成し遂げる。準決勝でも1得点を挙げ、第78回大会の石黒智久（富山第一高等学校）と第82回大会の平山相太（長崎県立国見高等学校）が持つ個人最多得点記録の9得点に並んだ。2009年1月12日に行われた広島県立広島皆実高等学校との決勝戦でも1大会最多得点記録を更新する10得点目となる先制点を挙げながら、チームは2-3で惜敗。最終的に10ゴール10アシストの成績を残しチームの準優勝に貢献した。当時のチームメンバーには大迫希、鮫島晃太らがいる。

### 鹿島アントラーズ時代
Jリーグの6クラブが争奪戦を繰り広げたが、鹿島アントラーズへ加入。鹿島のスカウト担当部長である椎本邦一は、大迫のプレースタイルや総合力の高さから柳沢敦以来の衝撃を受けたと評した。
2009年、開幕戦となったFUJI XEROX SUPER CUPのガンバ大阪戦でベンチ入りし、後半44分から途中出場し公式戦デビュー。鹿島において高卒新人選手で同大会ベンチ入りは、中田浩二、青木剛以来3人目、途中出場は青木以来2人目。AFCチャンピオンズリーグ2009のグループリーグ上海申花戦では、公式戦初先発でプロ初ゴールを記録した。同年4月12日の第5節FC東京戦でJリーグ初得点を挙げ、鹿島での高卒加入者では1996年の柳沢と並ぶ高卒加入選手のシーズン最多得点（6得点）を記録した。
2年目となる2010年は、新人ながらコンスタントに試合に出場し3連覇に貢献したことや、9番を付けていた田代有三がモンテディオ山形に期限付き移籍したこともあり、背番号を34から9に変更。新人が2年目でレギュラーナンバー（11番以内）を付けるのは内田篤人（20→2）に続いて、チーム史上2人目。
2013年8月7日、スルガ銀行チャンピオンシップのサンパウロFC戦で、プロ入り初のハットトリックを達成。また、同月のリーグ戦で6試合6得点の活躍を見せ、初の月間MVPを受賞。更に、自己新記録の19得点は自身初で唯一となっているリーグ2桁得点で（2023年に自己最高記録を更新している）、Jリーグベストイレブンを受賞した。なおこの年、リーグ戦最終節のサンフレッチェ広島戦で、プロ入り初の1試合2枚の警告を受け退場した。

### TSV1860ミュンヘン時代
2014年1月6日、ドイツ2部のTSV1860ミュンヘンへの完全移籍が鹿島から発表され、2017年7月までの3年半の契約を結んだ。移籍後リーグ戦初出場となった2014年2月10日のフォルトゥナ・デュッセルドルフ戦で初得点を決めた。
加入当初は公式戦6試合で4ゴールと結果を出したものの、その後チームは低迷、自身も6試合無得点となる。監督交代後は、トップ下で起用されることが多くなるものの5試合2ゴールと復調をみせ、最終的に後半戦全試合に出場し15試合6ゴール3アシストという成績を残した。

### 1.FCケルン時代

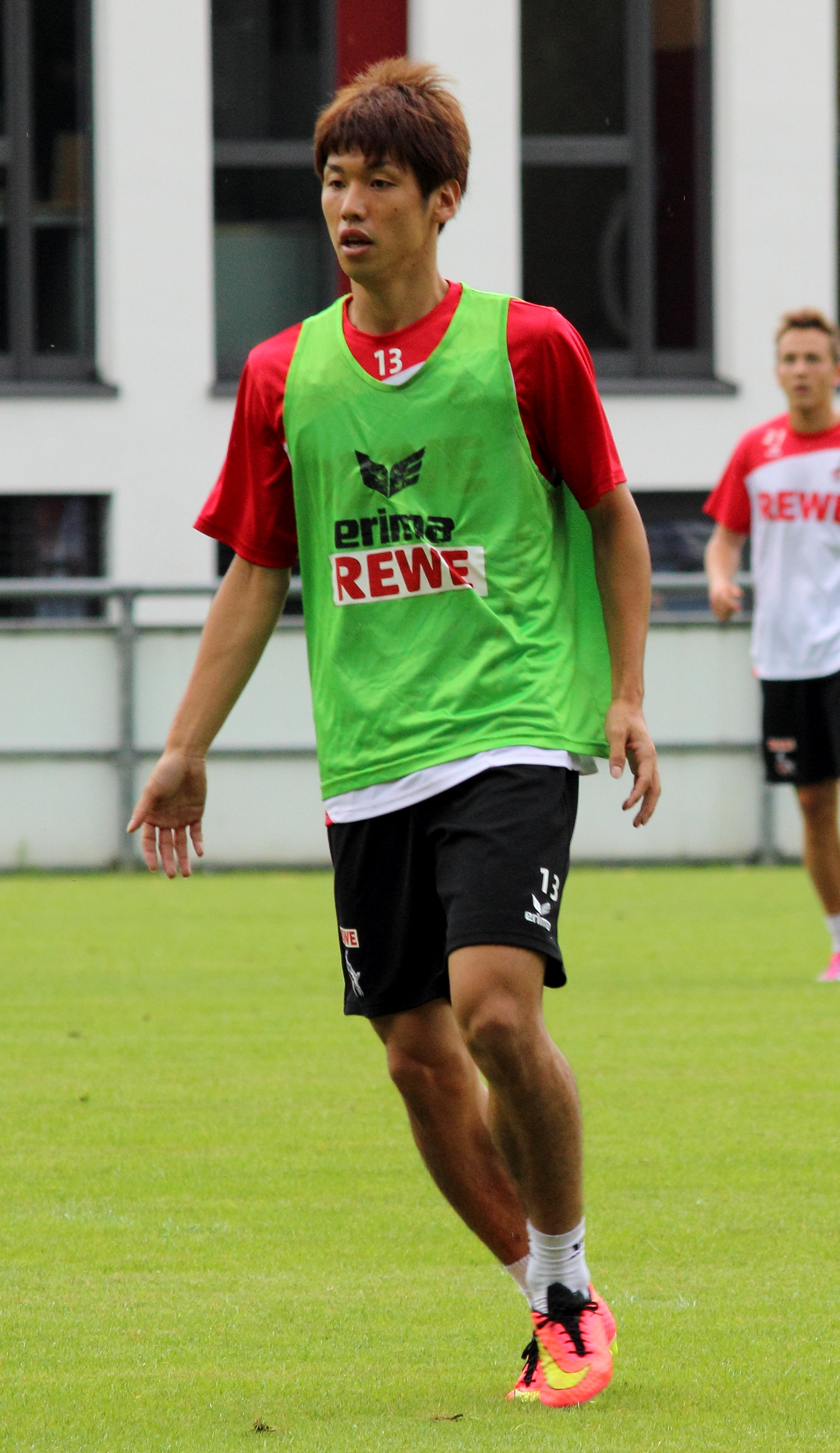
2014年

2014年6月5日、ドイツ1部に復帰が決まった1.FCケルンと3年契約での移籍が発表された。移籍後リーグ2試合目の2014年8月30日・VfBシュトゥットガルト戦で、1部リーグ初得点を挙げた。リーグの終盤戦にかけてチーム事情から2トップに変わり、2トップの一角としてレギュラーに定着した。
2015-16シーズン、開幕戦のVfBシュトゥットガルト戦に途中出場して1得点をあげる活躍を見せた。しかし、その後は出場機会を失い、本来起用されていたトップのポジションではなく、トップ下やサイドハーフのポジションで起用される事も増えていた。結局、シーズン通して25試合1得点と大迫にとって不本意なシーズンとなった。
2016-17シーズン、シーズン初の公式戦となったDFBポカール1回戦では6部のBFCプロイセンと対戦し、途中出場から2得点をあげる活躍を見せた。9月21日、第4節のシャルケ04戦ではミドルシュートを決めてシーズン初得点。続く第5節のRBライプツィヒ戦でも2試合連続となる得点を決め、この活躍によりファン投票による9月のクラブ月間最優秀選手に選ばれた。10月20日、ケルンとの契約を2020年6月まで延長することが発表された。2017年1月28日のダルムシュタット戦ではブンデスリーガで自身初となるドッペルパック（1試合2得点）を達成した。3月18日、第25節のヘルタ・ベルリン戦では1得点1アシストの活躍を見せた。5月20日、最終節の1.FSVマインツ05戦では試合終了間際に貴重な得点を決め、UEFAヨーロッパリーグの出場権獲得に貢献した。このシーズンはアントニー・モデストとの2トップが型にはまり、自身もリーグ戦7ゴール6アシストを挙げるなど、ケルンと共に飛躍の年となった。
2017-18シーズンは、2017年9月14日に行われた欧州EL第1節のアーセナルFC戦で途中出場からELデビューを果たした。11月2日、欧州EL第4節のFC BATEボリソフ戦でEL初得点を含む、2得点1アシストの活躍で勝利に貢献した。しかし、シーズン開幕前にモデストが天津権健に移籍した影響もあり、チームは開幕から低迷が続き、最終的に最下位での降格が決定。大迫自身も25試合4ゴールという結果に終わった。

### ヴェルダー・ブレーメン時代
2018年5月16日、昨季所属したケルンの2部降格に伴いヴェルダー・ブレーメンへ加入することが発表された。契約年数や移籍金は非公開としているが約6億円から8億円の移籍金とみられる。8月18日、DFBポカール1回戦でブンデス4部のヴォルマティア・ヴォルムス戦において移籍後初ゴールを決めた。9月1日のブンデスリーガ第2節アイントラハト・フランクフルト戦で移籍後リーグ初得点を決めた。2019年1月に行われたAFCアジアカップ2019に日本代表として参加した際に、背中の腱の炎症が発覚してクラブ合流後に戦線離脱したが、4月7日に行われたボルシア・メンヒェングラートバッハ戦で復帰を果たし、その試合でアシストも記録した。
2019-20シーズンはブレーメンから移籍した元ドイツ代表でエースのマックス・クルーゼに代わり前線の軸として起用することをコーフェルト監督は示唆した。19年8月24日、ブンデスリーガ第2節ホッフェンハイム戦にて今季リーグ戦初得点を決めると、9月1日の第3節・FCアウクスブルク戦で2得点を決めてチームのシーズン初勝利に貢献した。だが、第4節の1.FCウニオン・ベルリン戦で太ももを負傷し、約5週間の離脱を余儀なくされた。復帰後は調子が上がらず、第13節から第30節までゴールもアシストも記録できない期間が続き、2020年2月には練習中にフロリアン・コーフェルト監督から怒鳴りつけられる場面が報じられるほどであった。
2020年5月16日、コロナによる中断明けのブンデスリーガ再開初戦となったホームでのレバークーゼン戦、ベンチスタートとなったが後半40分から5人目の交代選手として出場を果たすも何も出来なかったと評されており、三年ぶり二度目の大迫自身が所属するクラブの降格の危機に直面しているとしている。28節のボルシアMG戦にリーグ戦では4試合ぶりとなる先発出場を果たし、自身のブンデスリーガ出場を150試合に伸ばした。相手に主導権を握られるなかで大迫は後半約15分に交代するまでシュート0本に終わった。それ以降チームは相手を押し込むも得点は奪えず、上位のボルシアMGにスコアレスドローで勝ち点1を獲得した。節目の試合であったがチーム最低点タイの評価を受けるなど芳しくない結果となった。シーズン終盤は本領を発揮し、6月13日、第31節のパーダーボルン戦では203日ぶりとなるゴールを決めた。33節終了時点でチームは自動降格圏の17位に低迷し苦しいシーズンを送っていたが、6月28日の最終節古巣1.FCケルン戦では2得点を決め、土壇場で入れ替え戦進出に貢献した。1.FCハイデンハイムとの入れ替え戦では2試合とも無得点に終わったが、チームは1部残留を決めた。フォワードの軸として期待されたこのシーズンであったが、最終的にはMFとしての出場のほうが多くなり、FWとしてよりMFとしての出場のほうが結果も残せており、ブンデスリーガでのシーズン自己最多となる8得点中でFW出場時は1点となっている。
2020-21シーズン前にはフロリアン・コーフェルト監督は前年の発言から変わり「彼は10番（トップ下）や8番（セントラルミッドフィールダー）。前線の位置では見ていない」と前線の位置ではなく中盤の選手として見ていると公言していた。しかし、シーズン開幕後、COVID-19の影響で無観客試合が大半だったにも関わらず、ミスをするたびにブーイングが飛ばされたり、交代の際には拍手が送られ、クラブスタッフや同僚が苦言を呈するという状況になっていた。結局同シーズンはリーグ戦24試合ノーゴールに終わり、チームも17位で2部降格となった。
2021-22シーズンは、大迫自身はトップリーグでのプレーを希望していたものの、具体的な移籍先が決まらずブレーメンに残留。しかし2021年8月に入りJリーグ復帰の可能性が報じられ、ヴィッセル神戸への移籍が迫っていると報じられた。

### ヴィッセル神戸時代
2021年8月8日、ヴィッセル神戸に加入。2014年1月に鹿島からドイツ2部1860ミュンヘンに移籍して以来、7年半ぶりの復帰となる。10月2日、浦和レッズ戦で移籍後初ゴールを記録した。
2022年3月15日、AFCチャンピオンズリーグ2022・プレーオフのメルボルン・ビクトリーFC戦では、2得点を挙げてACL本戦出場に貢献した。5月14日J1第13節サガン鳥栖戦で後半アディショナルタイムにFWボージャン・クルキッチのパスを受けてリーグ戦シーズン初ゴールを決めた。しかしその後はコンディション不良やケガの影響などもあり、出場時間を制限しながらのプレーが続いた。8月18日のACLラウンド16横浜F・マリノス戦を最後に1カ月戦列を離れたが、復帰戦となったJ1第30節ガンバ大阪戦では後半から出場し2得点を挙げる活躍を見せ、試合後のインタビューでは「やっと万全な状態でサッカーができる」とコメント、怪我からの完全復活を宣言した。
2023年は、吉田孝行監督のもと、チームはそれまでのアンドレス・イニエスタを中心としたスタイルから、大迫のポストプレーを軸とした戦術へ変更。大迫はボールキープ、パス、シュートと高次元でこなし、チームの大黒柱として活躍。J1得点王となる22得点を記録し、クラブをJ1初優勝に導いた。シーズン終了後にはベストイレブン、そして自身初のJリーグMVPに輝き、個人タイトル3冠（MVP、得点王、ベストイレブン）を達成した。2024年2月6日にクラブとの契約を2026年まで延長したことを発表した。
2024年シーズンは、前年の大活躍もあり、対戦相手から徹底マークに合い、11得点とゴール数は半減したものの、リーグ2位となる9アシストを記録。変わらぬ競り合いの強さとキープ力を見せ、得点以外でも存在感を放ち、2年連続のベストイレブンに選出された。

### 日本代表

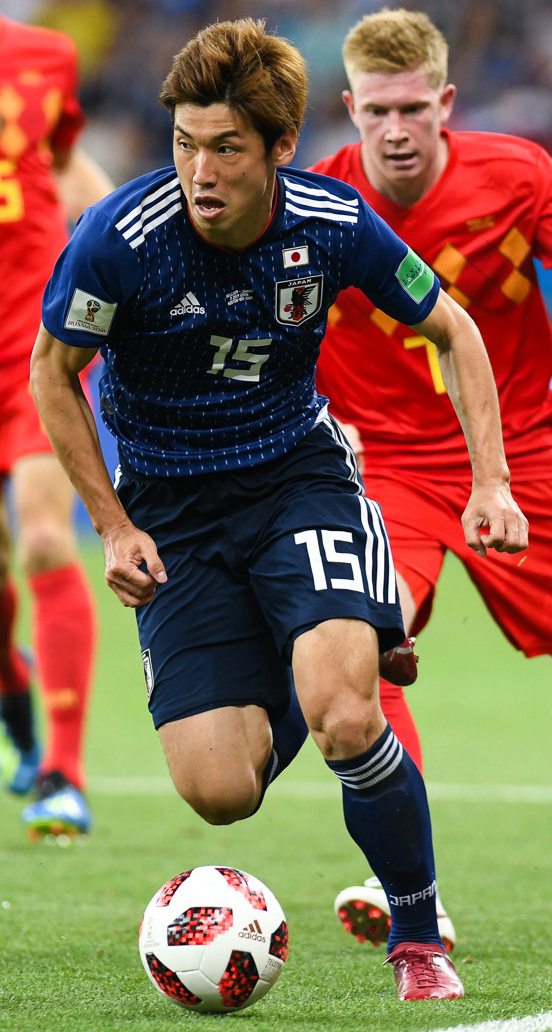
2018 FIFAワールドカップ、ラウンド16・ベルギー戦にて

2007年のU-17ワールドカップに臨む日本代表の有力候補であったが、城福浩U-17代表監督からはポジションを奪う闘志に欠けると判断され、最終選考で選外になった。
2012年のロンドン五輪を目指すU22でもアジア予選や親善試合でノーゴールが続くと、永井謙佑や大津祐樹に序列で後れを取り、本大会直前に短時間での出場でアピールに成功した杉本健勇に押し出される形で選外となった。
2013年7月、東アジアカップ2013においてA代表のメンバーに選出され、21日の中国戦で代表初出場を果たし、25日のオーストラリア戦で初ゴール含む2得点を記録。11月の欧州遠征では、16日のオランダ戦で1得点1アシストを記録した。
2014年5月12日、2014 FIFAワールドカップ本大会メンバーに選ばれ、各年代のFIFA主催本大会での代表入りは初選出となった。第1戦コートジボワールと第2戦ギリシャ戦ではスタメンで起用されたが、持ち味のポストプレーは冴えず相手に脅威を与えられないまま、両試合とも後半途中に交代。第3戦は出場機会がなく、チームも敗れグループリーグで敗退した。
2016年11月4日、キリンチャレンジカップとW杯アジア最終予選の日本代表メンバーに1年半ぶりに召集された。11月11日、キリンチャレンジカップのオマーン戦で古巣・カシマスタジアムで凱旋ゴールを決めた。
2018年6月19日、2018 FIFAワールドカップグループリーグ初戦のコロンビア戦では、後半28分にコーナーキックから決勝点をヘディングで決めた。これにより同試合のマン・オブ・ザ・マッチ（MOM）に選出された。グループリーグ3試合、決勝トーナメント1試合に出場。
2019年、AFCアジアカップ2019に臨む日本代表メンバーに選出される。初戦のトルクメニスタン戦では先発フル出場し、2得点を挙げチームを勝利に導く活躍を見せるも、右臀部に違和感があるとの事で以降の起用が減る。準決勝イラン戦で先発メンバーに復帰すると2得点を挙げた。決勝カタール戦でも先発出場するも得点を挙げることはできず、チームも1-3で敗北した。
2021年3月30日、2022 FIFAワールドカップ・アジア2次予選で当時FIFAランキング210カ国中190位のモンゴル戦で代表では自身初のハットトリックを達成した。
2022年、1月の2022 FIFAワールドカップ・アジア3次予選のメンバーに招集されて以降、所属クラブの神戸で負傷し、コンディションを落としたことから、6月のキリンチャレンジカップ・キリンカップサッカーに臨む日本代表メンバーから落選し、9月のドイツ遠征の日本代表メンバーにも招集されなかった。その後、徐々にコンディションを上げて神戸ではコンスタントに結果を残していたが、11月1日のカタールW杯に臨む日本代表メンバーから落選。森保ジャパンではエースとして試合に出場し続け、自身の集大成と語っていたカタールW杯のメンバーから落選する形となり、クラブ側が選出されると予想して神戸で予定していたW杯メンバー選出の記者会見は、急遽中止となった。翌日に日本サッカー協会からバックアップメンバー入りを打診されるも「誰かの怪我を祈りたくない」としてこれを断った。なお、大迫の代わりにバックアップメンバー登録された町野修斗が、負傷離脱した中山雄太に代わって本大会メンバーに参加した。

## プレースタイル
すべての能力が非常に高い。ゴールを決める技術はもちろん、ポストプレー や前線からの献身的な守備にも定評がある。こうした万能型のスタイルは常勝を義務づけられた鹿島アントラーズで完成したと分析されている。コンタクトプレーに強く、駆け引きにも長けている。
得点力が高くないこと以外に弱点がないこともあり、海外移籍後はクラブではミッドフィールダーを任されることもある。その一方で得点力やゴール前での勝負強さが課題に挙げられることもあり、ブンデスリーガに活躍の場を移して以降は二桁得点を記録することができていなかったが、Jリーグ復帰後の2023年にはキャリアハイとなるリーグ戦22得点を挙げ自身初のJ1得点王に輝いている。

## 人物
- 理想のサッカー選手はティエリ・アンリ[61]と高原直泰[62]である。
- 好きな食べ物はハヤシライス、嫌いな食べ物はトマトである[63][64]（本人曰く、トマトソースなどは大丈夫だが、トマトそのものは見るのもダメ）。
- 健康のことを考えて、小学5年生の時から炭酸飲料水を飲んでいないという[65]。
- 自他共に認める負けず嫌いな性格である[66]。
- 2014年3月5日のニュージーランド戦後に、モデルの三輪麻未と入籍したことを公表[67]。同年10月に第一子となる長女が、2019年4月にドイツにて第二子となる次女が誕生している[68]。
- 2017年にブンデスリーガ公式サイトのインタビューを受けた際には最も仲の良い日本人選手に内田篤人の名前を挙げており、大迫は「よく連絡取っていますね。ケルンとゲルゼンキルヘンの距離が遠くないのが助かっています」と語っている[69]。
- 2023年、優勝を決めた名古屋グランパス戦では、試合序盤に2得点を立て続けに決めたものの、何人かの選手がコーナーキックのときに、勝ったも同然のように笑っていたため、「集中しろ」と注意したが、その後すぐに失点。「試合中に慢心するようなことをした直後にそうなったから、ガッツリ言いました。『試合中に笑うな』『全て終わってから、やり切ってから笑え』と本気で言いました」と振り返り、同僚の武藤と酒井は「サコくんが一番言いますよ。海外から帰ってきて変わったんだと思いますよ。代表でも淡々と仕事してたじゃないですか。でもチームとして勝ちたいという気持ちがあって、変わってきたんだと思います」と話し、大迫は「海外は個人だから、自分だけ頑張ればOK。でも日本ではそうではないから、やっぱり疲れるよね」と話した[70]。

## エピソード
- 2007年6月までU-17日本代表のレギュラーを確保していたが、同8月のU-17W杯への選考で代表から外れた。この挫折から決定力に対する強い意識を持つようになり、徹底的にシュート精度を高める練習を積んだ[71]。
- 2008年の埼玉総体では鹿児島県選手団の旗手を務めた[72]。
- 2019年に故郷である南さつま市は、大迫の活躍を讃えて市民栄誉賞を贈与すると共に、市営の加世田運動公園陸上競技場を『OSAKO YUYA Stadium』という名称に変更することを決定している[73]。
- 本山雅志引退試合「モトフェス」に参加した。鹿島アントラーズのベンチコートを着た。古巣である鹿島アントラーズの選手たち内田篤人や興梠慎三、柴崎岳、土居聖真、荒木遼太郎、岩政大樹、ジーコなどと共演し、関係性を彷彿とさせた [74]。本人から 「サコ（大迫）はリーグ優勝（目前）で大変な時期。チームから止められても来てくれた。神戸には優勝してほしい。大迫選手はもともと好きなので。優勝してほしいと思っている」とエールを送られた[75]

### 「大迫半端ないって」に関連するエピソード
2009年、第87回全国高等学校サッカー選手権大会準々決勝で対戦し、大迫の2ゴールなど鹿児島城西に計6点を許し敗れた滝川第二の主将だった中西隆裕が試合後に「大迫、半端ないって! あいつ、半端ないって! 後ろ向きのボール、めっちゃトラップするもん。そんなんできひんやん普通」と発言した映像がテレビで放送されたことからその発言が有名になった。大迫とは2008年3月に行われた沖縄高校招待サッカー大会でU-18JFA選抜としてチームメイトだった。滝川第二の栫裕保監督（当時）は「あれは凄かった。俺握手してもらったぞ」と発言していた。
- 2013年10月にある会社が、その映像と発言をプリントしたTシャツを発売したところ、大迫が日本代表メンバーとして出場した2013年11月16日のオランダ戦直後から注文が殺到する事態となった[79]。
- また、FIFAワールドカップ2018年ロシア大会のグループリーグH組初戦のコロンビア戦において、本人の活躍とサポーターの掲げた「大迫半端ないって」と書かれたフラッグによって再び話題となった[80][81]。
- 2018年7月25日、ドイツの外務大臣ハイコ・マースが来日し、政策研究大学院大学にて講演を行った際に、ロシアW杯での日本代表について賛辞を送った。その際に「半端ない」と発言し、話題を呼んだ[82]。
- このフレーズは2018年の流行語となり、第35回ユーキャン新語・流行語大賞では「（大迫）半端ないって」がトップテン入り（受賞者辞退）[83]、ネット流行語大賞2018では「大迫半端ないって」が銅賞を獲得し[84]、Yahoo!検索大賞2018ではカルチャーカテゴリーの流行語部門賞として「大迫半端ないって」の受賞が先行発表された[85]。
- 松本人志はこの映像について「あれ見ましたけど、めちゃくちゃおもしろいね」と感嘆し、選手が号泣する様子に「悔しさとか悲しさの涙から、それを言葉にすることによって、どんどん笑いに浄化していくという、俺の一番好きな笑いの取り方。すごいぞ、これ」と話し、さらに監督についても「監督もいいな。素晴らしい。」と絶賛した[86]。
- なお、このエピソードをモチーフにしたプロテニスプレイヤー大坂なおみを敗者が称える日清食品のCMがあり、「大坂半端ないって。あいつ半端ないって。球が速すぎて、音遅れて聞こえて来るもん。そんなんでけへんやん普通。知ってたんなら言っといてや。日清。」というCMがある。なお、ロシアワールドカップの半月前に公開されたCMであるため、ロシアワールドカップの大迫の活躍に関連して作成されたCMではない。
- 大迫自身は「大迫半端ないって」が話題になる事に関しては好意的な姿勢を見せている[87]。
- 2022年、大迫の母校である鹿児島育英館中学校・鹿児島城西高校に新サッカーコートが落成。両校を運営する日章学園の理事長により、大迫にちなんで『半端ない人工芝サッカー場』と命名された[88]。

## 所属クラブ
- 万世サッカースポーツ少年団
- 2003年 - 2005年 鹿児島育英館中学校
- 2006年 - 2008年 鹿児島城西高等学校
- 2009年 - 2013年 鹿島アントラーズ
- 2014年2月 - 同年6月 TSV1860ミュンヘン
- 2014年7月 - 2018年6月 1.FCケルン
- 2018年7月 - 2021年8月 ヴェルダー・ブレーメン
- 2021年8月 - ヴィッセル神戸

## 個人成績
| 国内大会個人成績 | 国内大会個人成績 | 国内大会個人成績 | 国内大会個人成績 | 国内大会個人成績 | 国内大会個人成績 | 国内大会個人成績 | 国内大会個人成績 | 国内大会個人成績 | 国内大会個人成績 | 国内大会個人成績 | 国内大会個人成績 |
| 年度             | クラブ           | 背番号           | リーグ           | リーグ戦         | リーグ戦         | リーグ杯         | リーグ杯         | オープン杯       | オープン杯       | 期間通算         | 期間通算         |
| 年度             | クラブ           | 背番号           | リーグ           | 出場             | 得点             | 出場             | 得点             | 出場             | 得点             | 出場             | 得点             |
| 日本             | 日本             | 日本             | 日本             | リーグ戦         | リーグ戦         | リーグ杯         | リーグ杯         | 天皇杯           | 天皇杯           | 期間通算         | 期間通算         |
| ---------------- | ---------------- | ---------------- | ---------------- | ---------------- | ---------------- | ---------------- | ---------------- | ---------------- | ---------------- | ---------------- | ---------------- |
| 2009             | 鹿島             | 34               | J1               | 22               | 3                | 1                | 0                | 2                | 0                | 25               | 3                |
| 2010             | 鹿島             | 9                | J1               | 27               | 4                | 0                | 0                | 5                | 3                | 32               | 7                |
| 2011             | 鹿島             | 9                | J1               | 25               | 5                | 3                | 3                | 3                | 1                | 31               | 9                |
| 2012             | 鹿島             | 9                | J1               | 32               | 9                | 9                | 7                | 3                | 1                | 44               | 17               |
| 2013             | 鹿島             | 9                | J1               | 33               | 19               | 7                | 2                | 1                | 0                | 41               | 21               |
| ドイツ           | ドイツ           | ドイツ           | ドイツ           | リーグ戦         | リーグ戦         | リーグ杯         | リーグ杯         | DFBポカール      | DFBポカール      | 期間通算         | 期間通算         |
| 2013-14          | 1860ミュンヘン   | 9                | ブンデス2部      | 15               | 6                | -                | -                | -                | -                | 15               | 6                |
| 2014-15          | ケルン           | 13               | ブンデス1部      | 28               | 3                | -                | -                | 1                | 0                | 29               | 3                |
| 2015-16          | ケルン           | 13               | ブンデス1部      | 25               | 1                | -                | -                | 2                | 0                | 27               | 1                |
| 2016-17          | ケルン           | 13               | ブンデス1部      | 30               | 7                | -                | -                | 2                | 2                | 32               | 9                |
| 2017-18          | ケルン           | 13               | ブンデス1部      | 25               | 4                | -                | -                | 1                | 0                | 26               | 4                |
| 2018-19          | ブレーメン       | 8                | ブンデス1部      | 21               | 3                | -                | -                | 2                | 2                | 23               | 5                |
| 2019-20          | ブレーメン       | 8                | ブンデス1部      | 28               | 8                | -                | -                | 4                | 1                | 32               | 9                |
| 2020-21          | ブレーメン       | 8                | ブンデス1部      | 24               | 0                | -                | -                | 4                | 1                | 28               | 1                |
| 2021-22          | ブレーメン       | 8                | ブンデス2部      | 2                | 0                | -                | -                | -                | -                | 2                | 0                |
| 日本             | 日本             | 日本             | 日本             | リーグ戦         | リーグ戦         | リーグ杯         | リーグ杯         | 天皇杯           | 天皇杯           | 期間通算         | 期間通算         |
| 2021             | 神戸             | 10               | J1               | 11               | 4                | -                | -                | -                | -                | 11               | 4                |
| 2022             | 神戸             | 10               | J1               | 26               | 7                | 1                | 1                | 2                | 2                | 29               | 10               |
| 2023             | 神戸             | 10               | J1               | 34               | 22               | 1                | 1                | 4                | 1                | 39               | 24               |
| 2024             | 神戸             | 10               | J1               | 36               | 11               | 0                | 0                | 4                | 1                | 40               | 12               |
| 通算             | 日本             | 日本             | J1               | 246              | 84               | 22               | 14               | 24               | 9                | 292              | 107              |
| 通算             | ドイツ           | ドイツ           | ブンデス1部      | 181              | 26               | -                | -                | 16               | 6                | 197              | 32               |
| 通算             | ドイツ           | ドイツ           | ブンデス2部      | 17               | 6                | -                | -                | -\|\|\|17\|\|6   | -\|\|\|17\|\|6   |                  |                  |
| 総通算           | 総通算           | 総通算           | 総通算           | 444              | 126              | 22               | 14               | 40               | 15               | 506              | 145              |

その他の公式戦
- 2009年
  - スーパーカップ 1試合0得点
- 2011年
  - スーパーカップ 1試合0得点
- 2020年
  - ブンデスリーガ 残留・昇格プレーオフ 2試合0得点

| 国際大会個人成績 | 国際大会個人成績 | 国際大会個人成績 | 国際大会個人成績 | 国際大会個人成績 | 国際大会個人成績 | 国際大会個人成績 |
| 年度             | クラブ           | 背番号           | 出場             | 得点             | 出場             | 得点             |
| AFC              | AFC              | AFC              | ACL              | ACL              | -                | -                |
| ---------------- | ---------------- | ---------------- | ---------------- | ---------------- | ---------------- | ---------------- |
| 2009             | 鹿島             | 34               | 5                | 3                | -                | -                |
| 2010             | 鹿島             | 9                | 5                | 1                | -                | -                |
| 2011             | 鹿島             | 9                | 4                | 1                | -                | -                |
| UEFA             | UEFA             | UEFA             | UEFA EL          | UEFA EL          | UEFA CL          | UEFA CL          |
| 2017-18          | ケルン           | 13               | 6                | 2                | -                | -                |
| AFC              | AFC              | AFC              | ACL              | ACL              | -                | -                |
| 2022             | 神戸             | 10               | 5                | 1                | -                | -                |
| 2024-25          | 神戸             | 10               | 4                | 2                | -                | -                |
| 通算             | AFC              | AFC              | 23               | 8                | -                | -                |
| 通算             | UEFA             | UEFA             | 6                | 2                | -                | -                |

その他の国際公式戦
- 2012年
  - スルガ銀行チャンピオンシップ 1試合0得点
- 2013年
  - スルガ銀行チャンピオンシップ 1試合3得点
- 2022年
  - AFCチャンピオンズリーグ2022・プレーオフ 1試合2得点

出場歴
- Jリーグ初出場 - 2009年3月15日 J1第2節 対アルビレックス新潟（東北電力スタジアム）
- Jリーグ初得点 - 2009年4月12日 J1第5節 対FC東京（味の素スタジアム）
- ブンデスリーガ（1部リーグ）初出場 - 2014年8月23日 第1節 対ハンブルガーSV（ラインエネルギーシュタディオン）
- ブンデスリーガ（1部リーグ）初得点 - 2014年8月30日 第2節 対VfBシュトゥットガルト（メルセデス・ベンツ・アレーナ）
- ハットトリック - 2013年8月7日 スルガ銀行チャンピオンシップ 対サンパウロFC（カシマサッカースタジアム）

## タイトル

### クラブ
鹿児島城西高校
- 第29回鹿児島県高等学校新人サッカー大会
- 第61回鹿児島県高校総体サッカー競技大会
- 第60回全九州高等学校サッカー大会（九州高校総体）
- JFAプリンスリーグU-18九州2008
- 第87回全国高等学校サッカー選手権大会鹿児島県大会

鹿島アントラーズ
- J1リーグ：1回（2009年）
- Jリーグカップ：2回（2011年, 2012年）
- 天皇杯 JFA 全日本サッカー選手権大会：1回（2010年）
- FUJI XEROX SUPER CUP：2回（2009年、2010年）
- スルガ銀行チャンピオンシップ：2回（2012年、2013年）

ヴィッセル神戸
- J1リーグ：2回（2023年、2024年）
- 天皇杯 JFA 全日本サッカー選手権大会：1回（2024年）

### 代表
- 東アジアカップ：1回（2013年）

### 個人
- JFAプリンスリーグU-18九州2008 得点王
- 第87回全国高等学校サッカー選手権大会 得点王（最多得点記録・10得点）
- JリーグカップMVP：1回（2011年）
- Jリーグ月間MVP：4回（2013年8月、2023年5月、2023年7月、2023年11・12月）
- Jリーグベストイレブン：3回（2013年、2023年、2024年）
- ロシアW杯 Match 16（コロンビア対日本）マン・オブ・ザ・マッチ（2018年）
- 日本年間最優秀選手賞：2回（2018年、2023年）
- AFCアジアカップ シルバーブーツ：1回（2019年）
- Jリーグ最優秀選手賞：1回（2023年）
- J1リーグ得点王：1回（2023年・22得点）
- JPFAアワード（JPFA）・ベストイレブン：1回（2023年）

## 代表歴
- フル代表初出場 - 2013年7月21日 東アジアカップ 対中国（ソウルワールドカップ競技場）[47]
- フル代表初得点 - 2013年7月25日 東アジアカップ 対オーストラリア（華城総合運動場）[47]

### 出場大会
- U-16日本代表（2006年）
- U-17日本代表候補（2007年）
- U-19日本代表候補（2009年）
- U-20日本代表（2009年）
- U-22日本代表
  - 2011年 ロンドンオリンピック アジア2次予選
  - 2011年 ロンドンオリンピック アジア最終予選
- U-23日本代表
  - 2012年 トゥーロン国際大会
  - 2012年 ロンドン五輪サッカー日本代表 予備登録メンバー
- 日本代表
  - 2010年 - アジアカップ予選
  - 2013年 - 東アジアカップ2013
  - 2014年 - 2014 FIFAワールドカップ
  - 2015年 - キリンチャレンジカップ
  - 2016年 - キリンチャレンジカップ
  - 2016年 - 2018 FIFAワールドカップ・アジア3次予選
  - 2017年 - キリンチャレンジカップ
  - 2018年 - 2018 FIFAワールドカップ
  - 2019年 - AFCアジアカップ2019

### 試合数
- 国際Aマッチ 57試合 25得点（2013年 -2022年 ）[47]

| 日本代表 | 国際Aマッチ | 国際Aマッチ |
| 年       | 出場        | 得点        |
| -------- | ----------- | ----------- |
| 2013     | 6           | 3           |
| 2014     | 6           | 0           |
| 2015     | 3           | 0           |
| 2016     | 2           | 2           |
| 2017     | 8           | 2           |
| 2018     | 12          | 3           |
| 2019     | 8           | 5           |
| 2020     | 1           | 0           |
| 2021     | 9           | 9           |
| 2022     | 2           | 1           |
| 通算     | 57          | 25          |

### 出場
| No. | 開催日         | 開催都市           | スタジアム                       | 対戦相手             | 結果  | 監督                       | 大会                   |
| --- | -------------- | ------------------ | -------------------------------- | -------------------- | ----- | -------------------------- | ---------------------- |
| 1.  | 2013年07月21日 | ソウル             |                                  | 中華人民共和国       | △3-3  | アルベルト・ザッケローニ   | 東アジアカップ         |
| 2.  | 2013年07月25日 | 華城               |                                  | オーストラリア       | ○3-2  | アルベルト・ザッケローニ   | 東アジアカップ         |
| 3.  | 2013年09月06日 | 大阪府             | 長居陸上競技場                   | グアテマラ           | ○3-0  | アルベルト・ザッケローニ   | キリンチャレンジカップ |
| 4.  | 2013年09月10日 | 神奈川県           | 横浜国際総合競技場               | ガーナ               | ○3-1  | アルベルト・ザッケローニ   | キリンチャレンジカップ |
| 5.  | 2013年11月16日 | ヘンク             |                                  | オランダ             | △2-2  | アルベルト・ザッケローニ   | 国際親善試合           |
| 6.  | 2013年11月19日 | ブリュッセル       |                                  | ベルギー             | ○3-2  | アルベルト・ザッケローニ   | 国際親善試合           |
| 7.  | 2014年03月05日 | 東京都             | 国立霞ヶ丘競技場陸上競技場       | ニュージーランド     | ○4-2  | アルベルト・ザッケローニ   | キリンチャレンジカップ |
| 8.  | 2014年06月02日 | タンパ             |                                  | コスタリカ           | ○3-1  | アルベルト・ザッケローニ   | 国際親善試合           |
| 9.  | 2014年06月06日 | タンパ             |                                  | ザンビア             | ○4-3  | アルベルト・ザッケローニ   | 国際親善試合           |
| 10. | 2014年06月14日 | レシフェ           |                                  | コートジボワール     | ●1-2  | アルベルト・ザッケローニ   | ワールドカップ         |
| 11. | 2014年06月19日 | ナタール           |                                  | ギリシャ             | △0-0  | アルベルト・ザッケローニ   | ワールドカップ         |
| 12. | 2014年09月09日 | 神奈川県           | 横浜国際総合競技場               | ベネズエラ           | △2-2  | ハビエル・アギーレ         | キリンチャレンジカップ |
| 13. | 2015年03月31日 | 東京都             | 東京スタジアム                   | ウズベキスタン       | ○5-1  | ヴァイッド・ハリルホジッチ | JALチャレンジカップ    |
| 14. | 2015年06月11日 | 神奈川県           | 横浜国際総合競技場               | イラク               | ○4-0  | ヴァイッド・ハリルホジッチ | キリンチャレンジカップ |
| 15. | 2015年06月16日 | 埼玉県             | 埼玉スタジアム2002               | シンガポール         | △0-0  | ヴァイッド・ハリルホジッチ | ワールドカップ予選     |
| 16. | 2016年11月11日 | 茨城県             | 茨城県立カシマサッカースタジアム | オマーン             | ○4-0  | ヴァイッド・ハリルホジッチ | キリンチャレンジカップ |
| 17. | 2016年11月15日 | 埼玉県             | 埼玉スタジアム2002               | サウジアラビア       | ○2-1  | ヴァイッド・ハリルホジッチ | ワールドカップ予選     |
| 18. | 2017年03月23日 | アル・アイン       |                                  | アラブ首長国連邦     | ○2-0  | ヴァイッド・ハリルホジッチ | ワールドカップ予選     |
| 19. | 2017年06月07日 | 東京都             | 東京スタジアム                   | シリア               | △1-1  | ヴァイッド・ハリルホジッチ | 国際親善試合           |
| 20. | 2017年06月13日 | テヘラン           |                                  | イラク               | △1-1  | ヴァイッド・ハリルホジッチ | ワールドカップ予選     |
| 21. | 2017年08月31日 | 埼玉県             | 埼玉スタジアム2002               | オーストラリア       | ○2-0  | ヴァイッド・ハリルホジッチ | ワールドカップ予選     |
| 22. | 2017年10月06日 | 愛知県             | 豊田スタジアム                   | ニュージーランド     | ○2-1  | ヴァイッド・ハリルホジッチ | キリンチャレンジカップ |
| 23. | 2017年10月10日 | 神奈川県           | 横浜国際総合競技場               | ハイチ               | △3-3  | ヴァイッド・ハリルホジッチ | キリンチャレンジカップ |
| 24. | 2017年11月10日 | リール             |                                  | ブラジル             | ●1-3  | ヴァイッド・ハリルホジッチ | 国際親善試合           |
| 25. | 2017年11月14日 | ブルージュ         |                                  | ベルギー             | ●0-1  | ヴァイッド・ハリルホジッチ | 国際親善試合           |
| 26. | 2018年03月23日 | リエージュ         |                                  | マリ                 | △1-1  | ヴァイッド・ハリルホジッチ | 国際親善試合           |
| 27. | 2018年05月30日 | 神奈川県           | 横浜国際総合競技場               | ガーナ               | ●0-2  | 西野朗                     | キリンチャレンジカップ |
| 28. | 2018年06月08日 | ルガーノ           |                                  | スイス               | ●0-2  | 西野朗                     | 国際親善試合           |
| 29. | 2018年06月12日 | インスブルック     |                                  | パラグアイ           | ○4-2  | 西野朗                     | 国際親善試合           |
| 30. | 2018年06月19日 | サランスク         |                                  | コロンビア           | ○2-1  | 西野朗                     | ワールドカップ         |
| 31. | 2018年06月24日 | エカテリンブルク   |                                  | セネガル             | △2-2  | 西野朗                     | ワールドカップ         |
| 32. | 2018年06月28日 | ヴォルゴグラード   |                                  | ポーランド           | ●0-1  | 西野朗                     | ワールドカップ         |
| 33. | 2018年07月02日 | ロストフ・ナ・ドヌ |                                  | ベルギー             | ●2-3  | 西野朗                     | ワールドカップ         |
| 34. | 2018年10月12日 | 新潟県             | 新潟スタジアム                   | パナマ               | ○3-0  | 森保一                     | キリンチャレンジカップ |
| 35. | 2018年10月16日 | 埼玉県             | 埼玉スタジアム2002               | ウルグアイ           | ○4-3  | 森保一                     | キリンチャレンジカップ |
| 36. | 2018年11月16日 | 大分県             | 大分スポーツ公園総合競技場       | ベネズエラ           | △1-1  | 森保一                     | キリンチャレンジカップ |
| 37. | 2018年11月20日 | 愛知県             | 豊田スタジアム                   | キルギス             | ○4-0  | 森保一                     | キリンチャレンジカップ |
| 38. | 2019年01月09日 | アル・アイン       |                                  | トルクメニスタン     | ○3-2  | 森保一                     | アジアカップ           |
| 39. | 2019年01月24日 | ドバイ             |                                  | ベトナム             | ○1-0  | 森保一                     | アジアカップ           |
| 40. | 2019年01月28日 | アル・アイン       |                                  | イラン               | ○3-0  | 森保一                     | アジアカップ           |
| 41. | 2019年02月01日 | アブダビ           |                                  | カタール             | ●1-3  | 森保一                     | アジアカップ           |
| 42. | 2019年06月05日 | 愛知県             | 豊田スタジアム                   | トリニダード・トバゴ | △0-0  | 森保一                     | キリンチャレンジカップ |
| 43. | 2019年06月09日 | 宮城県             | 宮城スタジアム                   | エルサルバドル       | ○2-0  | 森保一                     | キリンチャレンジカップ |
| 44. | 2019年09月05日 | 茨城県             | 茨城県立カシマサッカースタジアム | パラグアイ           | ○2-0  | 森保一                     | キリンチャレンジカップ |
| 45. | 2019年09月10日 | ヤンゴン           |                                  | ミャンマー           | ○2-0  | 森保一                     | ワールドカップ予選     |
| 46. | 2020年10月09日 | ユトレヒト         |                                  | カメルーン           | △0-0  | 森保一                     | 国際親善試合           |
| 47. | 2021年03月25日 | 神奈川県           | 横浜国際総合競技場               | 韓国                 | ○3-0  | 森保一                     | 国際親善試合           |
| 48. | 2021年03月30日 | 千葉県             | フクダ電子アリーナ               | モンゴル             | ○14-0 | 森保一                     | ワールドカップ予選     |
| 49. | 2021年05月28日 | 千葉県             | フクダ電子アリーナ               | ミャンマー           | ○10-0 | 森保一                     | ワールドカップ予選     |
| 50. | 2021年09月02日 | 大阪府             | 市立吹田サッカースタジアム       | オマーン             | ●0-1  | 森保一                     | ワールドカップ予選     |
| 51. | 2021年09月07日 | ドーハ             |                                  | 中華人民共和国       | ○1-0  | 森保一                     | ワールドカップ予選     |
| 52. | 2021年10月07日 | ジッダ             |                                  | サウジアラビア       | ●0-1  | 森保一                     | ワールドカップ予選     |
| 53. | 2021年10月12日 | 埼玉県             | 埼玉スタジアム2002               | オーストラリア       | ○2-1  | 森保一                     | ワールドカップ予選     |
| 54. | 2021年11月11日 | ハノイ             |                                  | ベトナム             | ○1-0  | 森保一                     | ワールドカップ予選     |
| 55. | 2021年11月16日 | マスカット         |                                  | オマーン             | ○1-0  | 森保一                     | ワールドカップ予選     |
| 56. | 2022年01月27日 | 埼玉県             | 埼玉スタジアム2002               | 中華人民共和国       | ○2-0  | 森保一                     | ワールドカップ予選     |
| 57. | 2022年02月01日 | 埼玉県             | 埼玉スタジアム2002               | サウジアラビア       | ○2-0  | 森保一                     | ワールドカップ予選     |

### ゴール
| #   | 開催年月日     | 開催地       | 対戦国           | 勝敗  | 試合概要                               |
| --- | -------------- | ------------ | ---------------- | ----- | -------------------------------------- |
| 1.  | 2013年7月25日  | 華城         | オーストラリア   | ○3-2  | 東アジアカップ2013                     |
| 2.  | 2013年7月25日  | 華城         | オーストラリア   | ○3-2  | 東アジアカップ2013                     |
| 3.  | 2013年11月16日 | ヘンク       | オランダ         | △2-2  | 国際親善試合                           |
| 4.  | 2016年11月11日 | 鹿嶋         | オマーン         | ○4-0  | キリンチャレンジカップ2016             |
| 5.  | 2016年11月11日 | 鹿嶋         | オマーン         | ○4-0  | キリンチャレンジカップ2016             |
| 6.  | 2017年6月13日  | テヘラン     | イラク           | △1-1  | 2018 FIFAワールドカップ・アジア3次予選 |
| 7.  | 2017年10月6日  | 豊田         | ニュージーランド | ○2-1  | キリンチャレンジカップ2017             |
| 8.  | 2018年6月19日  | サランスク   | コロンビア       | ○2-1  | 2018 FIFAワールドカップ                |
| 9.  | 2018年10月16日 | さいたま     | ウルグアイ       | ○4-3  | キリンチャレンジカップ2018             |
| 10. | 2018年11月20日 | 豊田         | キルギス         | ○4-0  | キリンチャレンジカップ2018             |
| 11. | 2019年1月9日   | アブダビ     | トルクメニスタン | ○3-2  | AFCアジアカップ2019                    |
| 12. | 2019年1月9日   | アブダビ     | トルクメニスタン | ○3-2  | AFCアジアカップ2019                    |
| 13. | 2019年1月28日  | アル・アイン | イラン           | ○3-0  | AFCアジアカップ2019                    |
| 14. | 2019年1月28日  | アル・アイン | イラン           | ○3-0  | AFCアジアカップ2019                    |
| 15. | 2019年9月5日   | 鹿嶋         | パラグアイ       | ○2-0  | キリンチャレンジカップ2019             |
| 16. | 2021年3月30日  | 千葉         | モンゴル         | ○14-0 | 2022 FIFAワールドカップ・アジア2次予選 |
| 17. | 2021年3月30日  | 千葉         | モンゴル         | ○14-0 | 2022 FIFAワールドカップ・アジア2次予選 |
| 18. | 2021年3月30日  | 千葉         | モンゴル         | ○14-0 | 2022 FIFAワールドカップ・アジア2次予選 |
| 19. | 2021年5月28日  | 千葉         | ミャンマー       | ○10-0 | 2022 FIFAワールドカップ・アジア2次予選 |
| 20. | 2021年5月28日  | 千葉         | ミャンマー       | ○10-0 | 2022 FIFAワールドカップ・アジア2次予選 |
| 21. | 2021年5月28日  | 千葉         | ミャンマー       | ○10-0 | 2022 FIFAワールドカップ・アジア2次予選 |
| 22. | 2021年5月28日  | 千葉         | ミャンマー       | ○10-0 | 2022 FIFAワールドカップ・アジア2次予選 |
| 23. | 2021年5月28日  | 千葉         | ミャンマー       | ○10-0 | 2022 FIFAワールドカップ・アジア2次予選 |
| 24. | 2021年9月8日   | ライヤーン   | 中国             | ○1-0  | 2022 FIFAワールドカップ・アジア3次予選 |
| 25. | 2022年1月27日  | さいたま     | 中国             | ○2-0  | 2022 FIFAワールドカップ・アジア3次予選 |